# Convento de Santo António (Loulé)
O Convento de Santo António, igualmente conhecido como Convento capucho de Santo António de Loulé, é um monumento religioso na cidade de Loulé, na região do Algarve, em Portugal. Foi inaugurado em 1692, substituindo um convento anterior, situado a curta distância, e que tinha sido fundado em 1546. Sofreu alguns danos no Sismo de 1755, tendo sido depois alvo de obras de reconstrução e expansão. Foi encerrado em 1834, como parte do processo da extinção das ordens religiosas, e reutilizado como uma fábrica e várias residências, entre outras funções. O monumento foi classificado como Imóvel de Interesse Público em 4 de Janeiro de 1984, e nessa década foi restaurada a igreja, que passou a ter funções culturais.

## Descrição
O convento está situado na Rua de Nossa Senhora da Piedade, na zona limítrofe da cidade de Loulé, no sentido de Boliqueime. Localiza-se perto do Santuário da Mãe Soberana. É considerado um dos principais testemunhos da história conventual em Loulé.
A maior parte do complexo está em ruínas, salvo a antiga igreja, que foi recuperada e funciona como um espaço cultural. O convento segue principalmente as linhas do estilo chão, apresentando uma grande sobriedade, de acordo com as orientações da Ordem Franciscana. Isto é mais evidente na fachada principal, com uma simetria rigorosa e poucos pormenores decorativos. No edifício são visíveis alguns sinais das obras de ampliação na segunda metade do século XVIII como a presença da cúpula oitavada sobre uma antiga capela lateral, onde foram igualmente descobertos alguns vestígios de pinturas murais, em estilo rococó. O claustro manteve-se na sua aparência original, sendo igualmente de linhas sóbrias, com reduzida decoração. Apresenta três arcos por banda, suportados por pilares quadrangulares em pedra, tendo no piso inferior arcos de volta perfeita, enquanto que os do primeiro andar são de arco abatido. Originalmente ambos os pisos tinham abóbadas, mas apenas sobreviveram as do rés-do-chão, de penetração. As abóbadas do primeiro andar seriam provavelmente de berço, uma vez que este tipo era principalmente utilizado nos edifícios dos frades capuchos.
A igreja, no estilo barroco, tem uma fachada de um só pano, com ângulos em contraforte, e com remate em semi-círculo. O portal abre-se num arco de volta perfeita sem moldura, e é encimado por um janelão rectilíneo. Do lado direito da fachada está o campanário, enquanto que na face oposta encontra-se um corpo de planta octogonal, com uma cúpula. A igreja tem uma nave alongada, e diversos retábulos com imagens de São Francisco de Assis, Santo António, Santa Úrsula e Nossa Senhora dos Remédios.

## História

### Séculos XVI e XVII
Na obra Portugal antigo e moderno, publicada em 1873 por Pinho Leal, refere-se que o Convento de Santo António foi «fundado em 1546 por Nuno Rodrigues Barreto e sua mulher, D. Leonor de Milão». Nuno Rodrigues Barreto construiu o convento com autorização do Papa Paulo III. Foi construído para albergar uma uma irmandade de frades capuchos da Província da Piedade, parte da Ordem dos Franciscanos. Pinho Leal descreve o edifício original como estando mais «em uma planície junto à vila», a uma cota mais baixa do que o edifício definitivo, e dentro da mesma cerca. As obras iniciaram-se ainda nesse ano, mas pouco tempo depois o edifício revelou-se demasiado pequeno e em más condições de conservação, motivo pelo qual a comunidade pediu para construir um novo convento noutro local. Em 11 de Agosto de 1675 foi feita a cerimónia de lançamento da primeira pedra do novo edifício, por D. Francisco Barreto II, Bispo do Algarve, em terrenos que foram doados para este efeito por André de Ataíde. Segundo um documento antigo transcrito por Ataíde de Oliveira na sua obra Monografia do concelho de Loulé, a povoação foi muito atingida por uma grande cheia no dia 1 de Janeiro de 1692, que provocou danos na cerca do convento: «por santo Ant.° foi tanta a agua que levou a cerca dos frades capuxos e a ponte da estrada que vae para a Snra da piedade». Os trabalhos do novo convento foram concluídos em 22 de Junho desse ano, e os monges passaram para as novas instalações ainda nesse Verão. Os terrenos onde se situava o complexo original transitaram depois para outros proprietários, que os reutilizaram para fins agrícolas, levando ao total desaparecimento das ruínas.

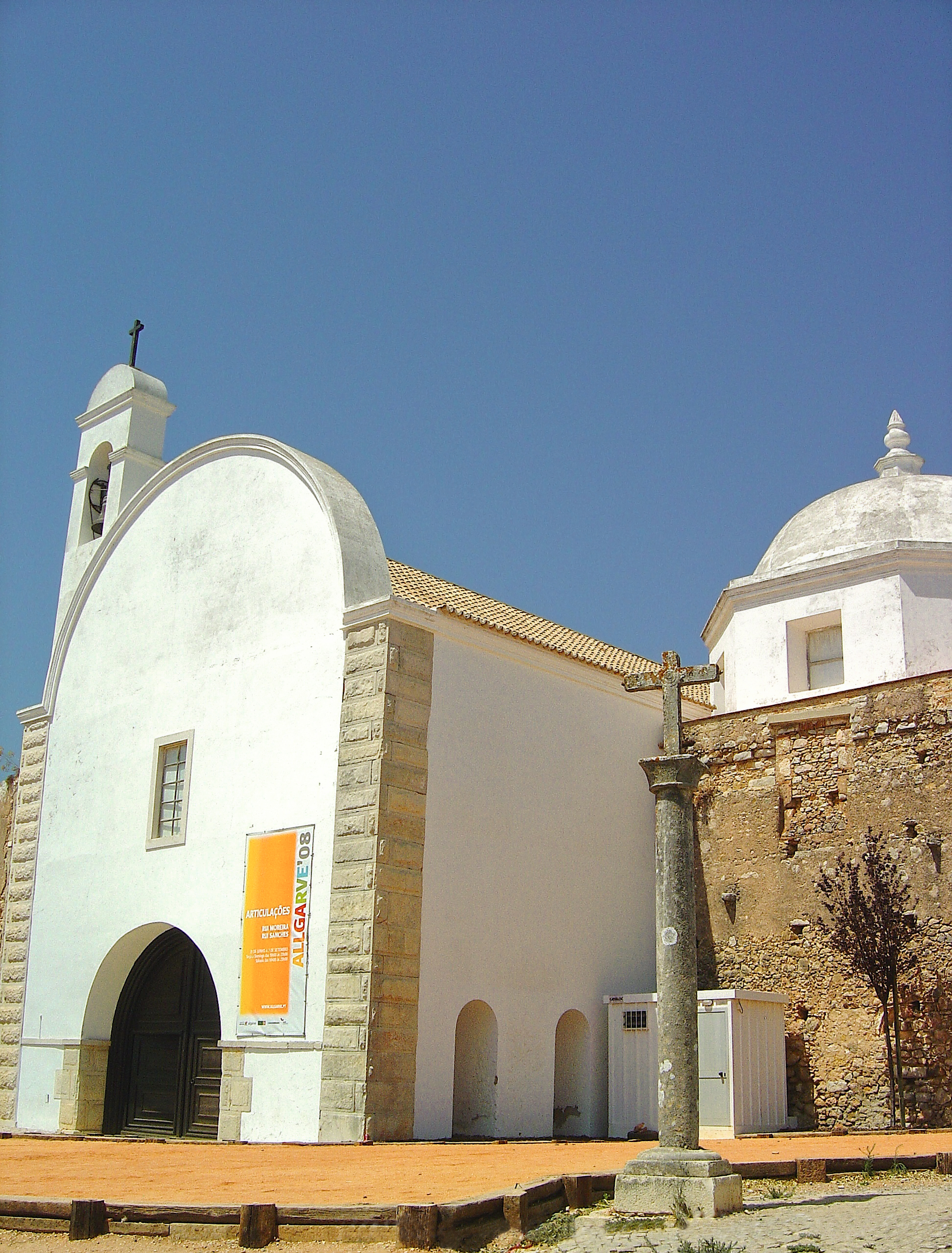
Outra vista da igreja, em 2008.

### Séculos XVIII e XIX
A obra Santuario Mariano, publicada em 1716 pelo Fr. Agostinho de Santa Maria, incluiu uma lenda que envolve o Convento de Santo António e a Ermida de Nossa Senhora da Piedade, que foi transcrita por Ataíde de Oliveira: «havia na villa um Mouro, tão tenaz na sua cegueira, que nada o reduzia. Era escravo de um cavalleiro, ao qual desapparecera o cavallo, havia dias; por isso o amo criminava o escravo na perda do cavallo, e o Mouro o buscava com cuidado. Succedeu um dia chegar o Mouro á meia ladeira do monte da Senhora da Piedade e lembrando-se da grande devoção dos christãos cora a Senhora, disse entre si: Se a Senhora da Piedade me descobrisse o meu cavallo seria também christão. Ditas estas palavras, viu o cavallo. Batizou-se, recebendo o nome de Antonio, por estar ali proximo o convento de Santo Antonio, e por sobre nome, Piedade, da Senhora que operara o milagre. Depois casou e teve filhos que ainda hoje (1716) vivem e ha ainda pessoas que conheceram o Antonio da Piedade.»
O edifício foi muito danificado pelo Sismo de 1755, como ficou registado num auto municipal, transcrito por Oliveira de Ataíde: «Em dia 1 de Novembro das 9 para as 10 horas do dia foi Deus Nosso Senhor servido mandar um terremoto tão valente e duração de 10 minutos té um quarto de hora, que derrubou quasi todas as casas desta villa, e as que não caíram ficaram inhabitaveis; padeceu a Egreja Matriz estrago grande e não caiu de todo, o mesmo a Egreja de S. Francisco e a dos Capuxos, e Santo Antonio». O imóvel foi alvo de obras após o sismo, durante as quais foi ampliado, incluindo a instalação de uma cúpula sobre uma antiga capela lateral. Oliveira de Ataíde relata igualmente que ainda no século XVIII, os irmãos terceiros da Venerável Ordem de Penitência de São Francisco instalaram-se na Ermida de São Sebastião, em Loulé, tendo entrado em conflito com a irmandade do Convento de São Francisco, que também era uma ordem terceira de São Francisco, questão que chegou a envolver uma petição ao Papa Leão XII, e que só terminou no século XIX, com a extinção das ordens religiosas, em 1834. Com o fim das ordens religiosas, o convento foi encerrado, tendo sido depois reutilizado de várias formas, incluindo como uma fábrica de cortumes e como habitação. Ainda assim, o complexo entrou num profundo processo de abandono desde o seu encerramento, estando já em ruínas nos princípios do século XX, como descrito por Ataíde de Oliveira: «no convento, em ruinas, de Santo Antonio, em Loulé, encontram-se muitas lapides funerárias, umas espalhadas a granel pelos compartimentos do convento, levantadas do seu primitivo logar, e outras partidas, servindo de poiaes de casas hoje pertencentes a inquilinos, que moram nas dependências do mesmo convento. Muitas das inscrições já não podem ser lidas por se acharem gastas, e outras porque as lapides foram partidas e pertencem a diversos poiaes. Em uma lemos: Sepultura de Fernão Lopes e de sua mulher. Em a parede de uma das capellas lê se a seguinte inscrição: Aqui estão depositados os ossos de S. Francisco Brixa».

### Séculos XX e XXI
Em 19 de Dezembro de 1983 foi emitido o despacho para a abertura do processo para a classificação do monumento, que foi oficialmente protegido como Imóvel de Interesse Público por um despacho de 4 de Janeiro de 1984. A igreja foi restaurada na década de 1980, passando a servir como espaço cultural. Por exemplo, albergou a peça teatral Na Leprosaria em 2015, a exposição de fotografia Mãe Soberana: A Força do Amor em 2017, e em 2021 as exposições Bota Filipe, o pioneiro, sobre o artista plástico António Bota Filipe, e Telhados de Vidro, com obras dos alunos de Artes Visuais da Universidade do Algarve.
Nos princípios do século XXI o antigo convento ainda se encontrava em ruínas, salvo a igreja, tendo a autarquia planeado a sua recuperação e transformação numa unidade hoteleira de qualidade, que iria contar com vários espaços culturais. Em 2018, estava prevista a criação de um centro interpretativo ao culto religioso da Mãe Soberana, nas antigas instalações do Convento de Santo António. De acordo com a directora municipal Dália Paulo, o propósito deste centro seria «explicar a Mãe Soberana, a festa, os homens do andor, no fundo tudo o que está à volta do culto». O convento iria igualmente albergar um Centro de Conservação e Restauro dedicado à escultura e pintura sacra, que seria promovido pela Diocese do Algarve. Em 2019, o filme britânico Miss Willoughby and Bentley foi parcialmente filmado em Loulé, tendo o convento sido utilizado como um dos principais cenários.

## Leitura recomendada
- CARRUSCA, Susana (2001). Loulé: Património Artístico. Loulé: Câmara Municipal de Loulé
- FERNANDES, José Manuel; JANEIRO, Ana (Dezembro de 2005). Arquitectura no Algarve: Dos primórdios à actualidade, uma leitura de síntese (PDF). Faro: Comissão de Coordenação e Desenvolvimento Regional do Algarve. ISBN 972-643-138-7
- MARADO, Catarina Almeida (2006). Antigos Conventos do Algarve: um percurso pelo património da região. Lisboa: Colibri
- PALMA, Jorge Filipe Maria da (2015). O desenvolvimento urbano de Loulé do período medieval ao fim da época moderna (PDF) (Tese de Mestrado). Universidade do Algarve. Consultado em 27 de Julho de 2021